# Basel-Kleinhüningen
Kleinhüningen (baseldeutsch Glaihyynige [ˌglɐɪ̯ˈhiːnigə], französisch Petit-Huningue [pətit nɛ̃ɡ]) ist ein Quartier im Norden der Schweizer Stadt Basel. Bis zur Eingemeindung im Jahr 1908 war Kleinhüningen ein eigenständiges Dorf. Kleinhüningen ist das einzige Dorf, das in die Stadt Basel eingemeindet wurde. Es grenzt im Norden an Deutschland, und zwar an den Stadtteil Friedlingen der Stadt Weil am Rhein.

## Name

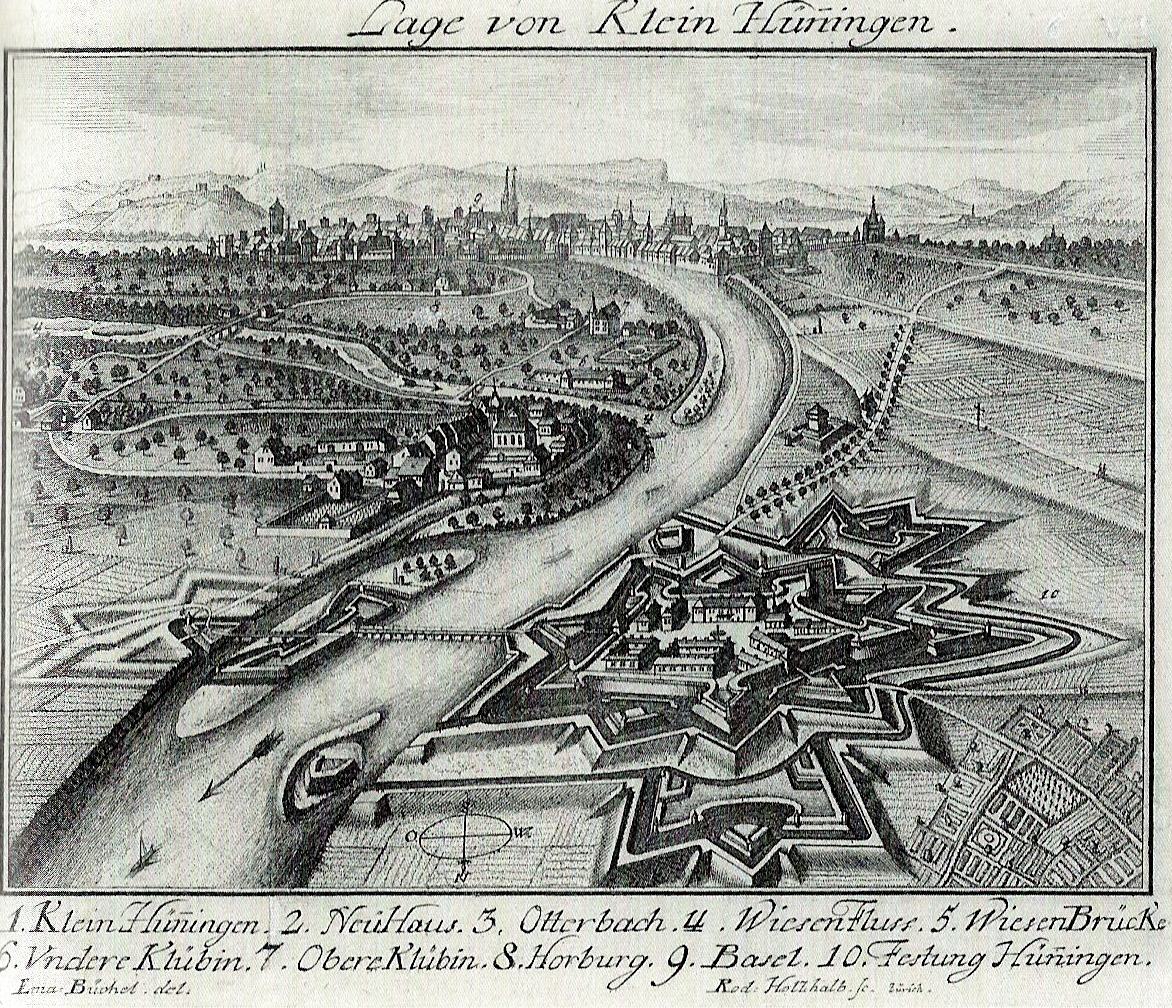
Die Lage von Kleinhüningen, nach einer Zeichnung von Emanuel Büchel aus dem 18. Jahrhundert. Im Hintergrund die Stadt Basel. Das heutige Klybeckquartier ist noch ein Landgut («Klübin»).

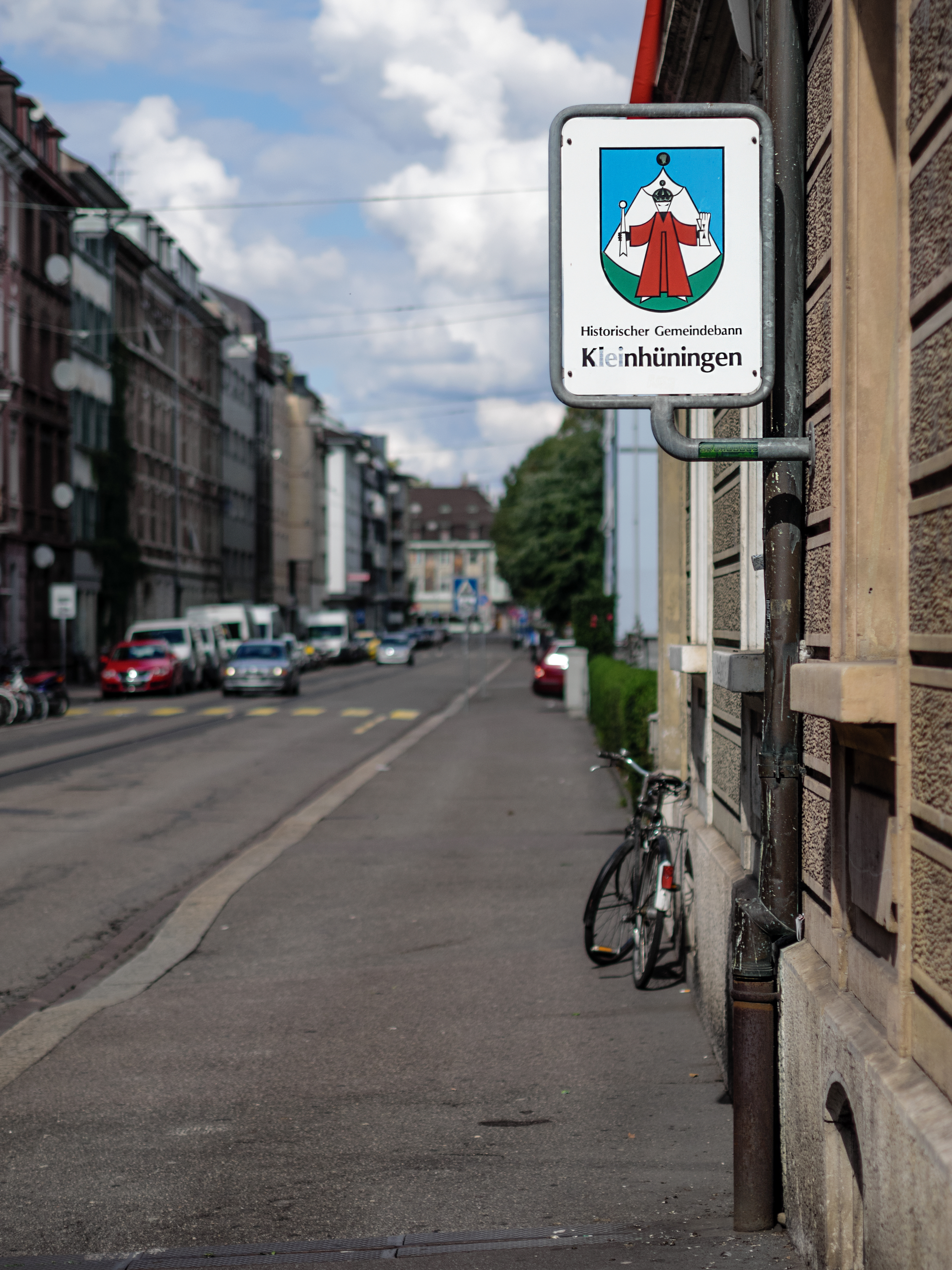
Schilder mit dem Attila-Wappen markieren den ehemaligen Gemeindebann

Historisches Luftbild von Werner Friedli von 1954

Der Name Kleinhüningen bezieht sich auf das französische Dorf Hüningen (franz. Huningue) auf der gegenüberliegenden Rheinseite. Dabei steht das germanische Namenssuffix «-ingen» für eine Familien- oder Gruppenzugehörigkeit. Hüningen bedeutet also «bei der Sippe des Huno».
Volksetymologisch wurde früher fälschlicherweise geglaubt, der Name Hüningen weise auf die Hunnen hin. Darauf bezieht sich auch das Dorfwappen, das einen Hunnen vor seinem Zelt darstellt. Wahrscheinlich dachte man dabei aber an den Ungarn-Einfall von 917, bei dem Basel geplündert wurde. Diese Ungarn wurden später immer wieder mit den Hunnen gleichgesetzt oder verwechselt, die rund 500 Jahre früher unter Attila Raubzüge durch Europa unternommen hatten. Das Kleinhüninger Wappen wird deshalb auch «Attila-Wappen» genannt. Die Hunnen kamen aber nie nach Basel. Das H im lateinischen Namen von Ungarn (hungarus) zeugt davon, wie weit verbreitet die irrtümliche Gleichsetzung der Ungarn mit den Hunnen war.

## Gebiet
Heute wird das Gebiet nördlich der Wiese zum Quartier Kleinhüningen gezählt. Der ehemalige Gemeindebann verlief weiter südlich, etwa auf Höhe der Ackerstrasse, quer durchs heutige Klybeckquartier. Tafeln mit dem Kleinhüninger Wappen markieren seinen Verlauf.

## Geschichte

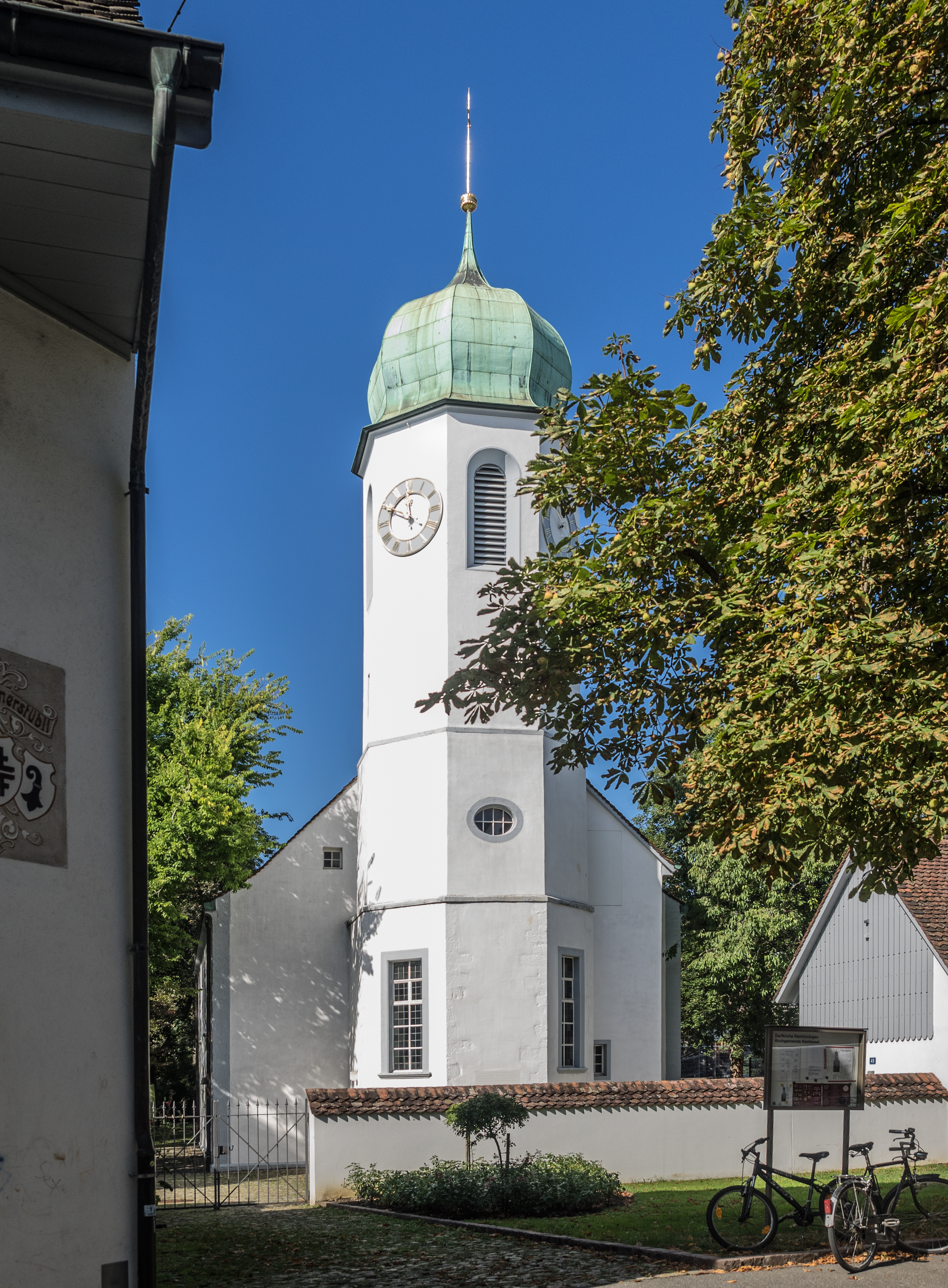
Die barocke Dorfkirche

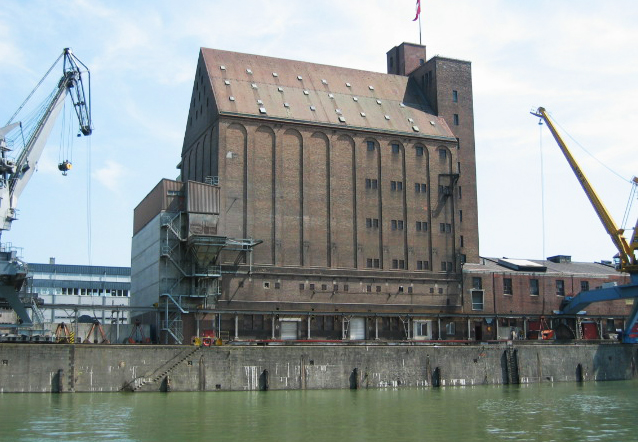
Das Bernoulli-Silo von 1926. Der Turmaufsatz beherbergt den Liftmotor und wurde erst nach dem Zweiten Weltkrieg hinzugefügt.

Der Ort an der Wiesemündung war für eine Besiedlung hervorragend geeignet: fruchtbares Schwemmland, fischreiche Gewässer und eine vor Hochwasser relativ geschützte Lage auf einer leicht erhöhten Schwemmlandterrasse.
Die ältesten Hinweise auf eine Besiedlung des Areals sind Tonscherben aus der Bronzezeit (ca. 16. Jahrhundert v. Chr.). Über diese Zeit ist sonst nichts bekannt.
Der früheste sichere Hinweis auf eine permanente Siedlung ist ein ausgedehntes frühmittelalterliches Gräberfeld, das vom 5. bis ins 8. Jahrhundert benutzt wurde. Bis heute sind rund 300 Gräber untersucht. Ausser dem Gräberfeld haben sich aus dieser Zeit keine weiteren Informationen erhalten.
Das Mündungsgebiet der Wiese war vor der Rheinbegradigung ein Gefüge von langsam fliessenden, seichten Wasserläufen, Sandbänken und Inseln und für seinen Fischreichtum bekannt. Aus dem Jahr 1413 ist ein Streit zwischen den Fischern des damals noch markgräflichen Kleinhüningen mit denen aus dem städtischen Kleinbasel urkundlich belegt. 1459 kam es wegen Fischereistreitigkeiten zu einem Rechtsspruch zwischen dem rechtsrheinischen Kleinhüningen und dem linksrheinischen Hüningen.
Im Dreissigjährigen Krieg (1618–1648) wurde Kleinhüningen verwüstet, wobei auch die Kirche zerstört wurde.
1640 kaufte Basel dem Markgrafen Friedrich V. von Baden-Durlach das Dorf und das dazugehörige Umland für 3500 Reichstaler ab. (Zum Vergleich: 1661, also rund 20 Jahre später, zahlte die Stadt für das Amerbach-Kabinett 9000 Reichstaler.) Das Dorf umfasste damals etwa 20 Häuser. Der Markgraf brauchte nach den vielen Kriegsjahren dringend Geld, während Basel sein Gebiet schon lange nach Norden ausdehnen wollte. So bemühte sich Basel etwa auch immer wieder erfolglos, das linksrheinische Hüningen zu erwerben.
Da die Dorfkirche im Dreissigjährigen Krieg zerstört worden war, wurde Kleinhüningen nach dem Kauf der Kirchgemeinde von St. Theodor zugewiesen, was für die Bevölkerung einen Fussmarsch von jeweils gut zwei mal 3 km für den Kirchgang bedeutete. Umgekehrt konnte durch die grosse Distanz aber auch das eher grobe Bauern- und Fischervolk nur schlecht kontrolliert werden. Deshalb baute Basel 1710 in Kleinhüningen eine neue Kirche. Der Standort der früheren Kirche ist nicht belegt, doch wird auf Grund der dokumentierten kurzen Bauzeit von nur 4 Monaten und der relativ geringen Baukosten vermutet, dass die neue Kirche auf dem Fundament der alten gebaut wurde. Bis heute wurde diese Vermutung aber noch nicht archäologisch untersucht.
Diese Kirche ist die einzige Barockkirche im Kanton Basel-Stadt. Da es sich um eine reformierte Kirche handelt, ist sie bar jeden sonst für den Barock typischen Zierrats. Als typisches Barockelement können lediglich die grossen Fenster angesehen werden, die zu einem lichtdurchfluteten Innenraum führen. Einzigartig ist die Konstruktion des achteckigen Turms, der über dem Chor errichtet wurde. Auch das charakteristische Zwiebeldach ist in der Region untypisch. Ursprünglich war der Turm etwas niedriger als heute; als die Kirche 1910 ein neues Geläut erhielt, für das im Turm zu wenig Platz war, wurde er um wenige Meter erhöht.
1679 liess Ludwig XIV. durch Vauban das gegenüberliegende Hüningen, das im Westfälischen Frieden Frankreich zugeschlagen worden war, zur Festung Hüningen ausbauen. Dazu gehörten auch eine Brücke über den Rhein und ein befestigter Brückenkopf auf der eigentlich markgräflichen rechten Rheinseite. Die fortifikatorischen Uferbegradigungen führten auf der linken Rheinseite zu einem Verlust an Fischgründen, was zunehmend zu tätlich ausgefochtenen Konflikten zwischen den Fischern aus Hüningen und jenen aus Kleinhüningen führte. 1736/1737 führte der Lachsfangstreit zu einer Staatsaffäre zwischen dem eidgenössischen Stand Basel und Frankreich.
Das exponierte Kleinhüningen wurde auch mehrmals beschossen, das letzte Mal im Mai 1815, also kurz vor der Niederlage von Napoleon in Waterloo. Zur Erinnerung an diesen Beschuss wurden in die nördliche Kirchenmauer einige Kanonenkugeln sichtbar eingemauert.
In der Erinnerung der Basler gilt Kleinhüningen als Fischerdorf, doch wurde immer auch Landwirtschaft und Handwerk betrieben. Viele Frauen arbeiteten auch als Wäscherinnen für die wohlhabenden Basler Kreise. Die Wäsche wurde gerne nach Kleinhüningen gegeben, da das Wasser der Wiese weicher ist als jenes des Rheins und deshalb zu besseren Waschergebnissen führte. Das Dorf war auch ein beliebtes Ausflugsziel, daher führte ab 1897 eine der ersten Basler Tramlinien nach Kleinhüningen vor das Gasthaus «Krone».
Ab Mitte des 19. Jahrhunderts wurden im Gebiet um Kleinhüningen Industriebetriebe angesiedelt. 1864 verlegte Alexander Clavel-Merian seine Farbenfabrik auf ein Areal zwischen Klybeckstrasse und dem Unteren Rheinweg, das damals noch zu Kleinhüningen gehörte. Aus dem Betrieb entstand später die «Gesellschaft für Chemische Industrie in Basel», kurz CIBA. Es folgten weitere chemische Betriebe für Farbstoffe und pharmazeutische Produkte sowie, nicht zuletzt wegen des weichen Wassers der Wiese, die Färberei Schetty, aus der 1917 die Stückfärberei entstand.

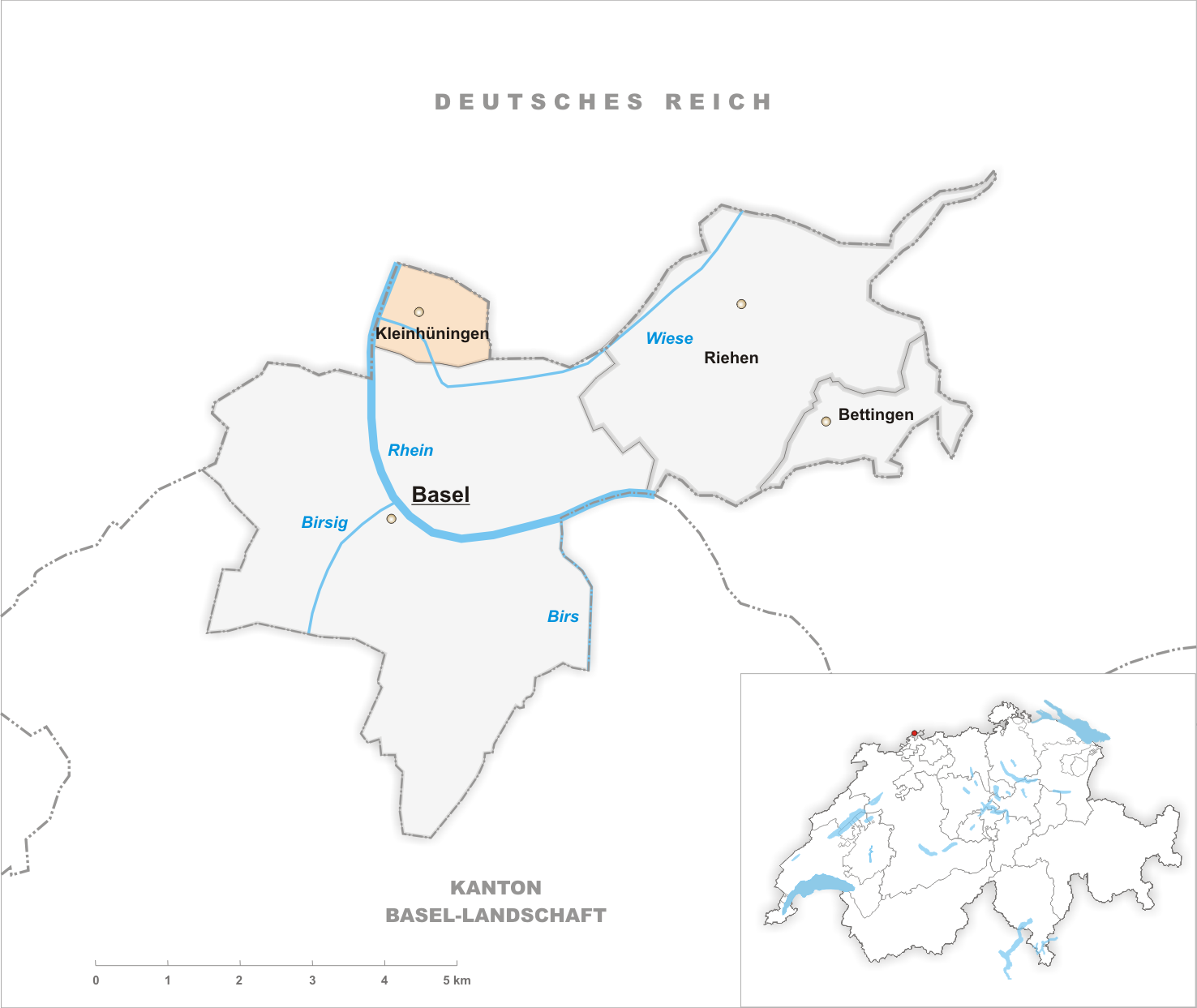
Kanton Basel-Stadt bis zur Eingemeindung von Kleinhüningen nach Basel 1908

Die Industrialisierung führte zu einer markanten Veränderung der Bevölkerungsstruktur von Kleinhüningen. Zwischen 1850 und 1900 verdreifachte sich die Einwohnerzahl durch zugezogene Arbeiter, und aus dem ehemaligen Fischerdorf wurde ein Arbeiterdorf, das nun zwar gross, aber weiterhin arm war. 1891 erwogen die Dorfbehörden zum ersten Mal eine Vereinigung der Landgemeinde mit der Stadt Basel. 1893 übernahm Basel die Verwaltung des Dorfes, 1908 wurde es eingemeindet. Es existiert mit der Bürgerkorporation Kleinhüningen eine Vereinigung mit Zunft-Status, welche die Erinnerung an das ehemalige Dorf pflegt.
Die einschneidendsten Veränderungen brachte der Bau des Rheinhafens, der das ehemalige Fischerdorf vom Rhein abschnitt. Das Projekt wurde 1914 in Angriff genommen, aber durch den Ersten Weltkrieg verzögert, sodass mit dem Aushub des Hafenbeckens erst 1919 begonnen wurde. Im August 1922 legte der erste Schleppzug im Kleinhüninger Hafen an. Unter den Hafenanlagen ist das von 1923 bis 1926 erbaute Bernoulli-Silo besonders erwähnenswert, das heute unter Denkmalschutz steht.
Bereits früh wurde der Bau eines zweiten Hafenbeckens geplant. Dieses wurde 1936–1939 im Rahmen eines Arbeitsbeschaffungsprojekts des Basler Arbeitsrappens von Hand ausgehoben und nach dem Zweiten Weltkrieg in Betrieb genommen. Das Aushubmaterial wurde für die Aufschüttung der Stehrampen des Fussballstadions St. Jakob verwendet.
Von 1950 bis 1970 erlebte der Hafen einen Bauboom. Dem Bau des gedeckten Umschlaghofs an der Hafenstrasse von 1952/1953, dessen vorgespanntes Betondach von 30 Meter damals eine architektonische Pionierkonstruktion war, fiel ein grosser Teil des alten Dorfkerns zum Opfer. Aber auch sonst musste das Dorf zunehmend dem Hafenausbau weichen: Für die neu angelegte Hochbergstrasse wurde die südliche Dorfbebauung abgerissen. Die neu erstellte Bonergasse verdrängte weitere Häuser. Der historische Markgräflerhof musste bereits 1935 Abstellgleisen der Hafenbahn weichen. Mit dem Bau des Hafenbeckens II verschwanden die letzten Bauernbetriebe Kleinhüningens. Der weitläufige Landschaftsgarten des Clavelschen Guts (des heutigen Restaurants «Schifferhaus») wurde mit Gleisanlagen und Strassen überbaut.

## Kleinhüningen heute
Im Zusammenhang mit dem lange geplanten und 1983 erfolgten Abriss des historischen Gasthauses «Drei Könige» formierte sich Ende der 1970er Jahre lokaler Widerstand gegen die weitere Zerstörung des Dorfs. Die Initiative versandete zwar wieder, aber immerhin wurden die verbliebenen historischen Bauten in einem Inventar erfasst. Vom ursprünglichen Dorf ist aber nur wenig übrig geblieben. Lediglich zwischen der Dorfkirche und der Pfarrgasse gruppieren sich noch einige Häuser, die die ehemalige Dorfstruktur erahnen lassen.
Traditionell gilt Kleinhüningen als Unterschichtquartier mit wenig Renommee und hohem Ausländeranteil. Im Zusammenhang mit der Weiterentwicklung des Hafenareals geistern nun aber «Aufwertungs»-Pläne durch die Planungsbüros.
Das Quartier gilt als ärmstes der Stadt Basel. 2016 hatte der Stadtteil die höchste Sozialhilfequote (rund 11 %) und den geringsten Anteil an Millionären (0,7 %) im Kanton Basel-Stadt.

## Sprachliches
Dass Kleinhüningen bis 1908 ein eigenständiges Dorf war, spiegelt sich bis heute im lokalen Sprachgebrauch wider: Das Quartier wird sprachlich noch heute wie eine eigenständige Gemeinde behandelt. So sagt man etwa «Ich gehe nach Kleinhüningen», im Gegensatz zu z. B. «ich gehe ins Klybeck»(‑quartier).

## Persönlichkeiten

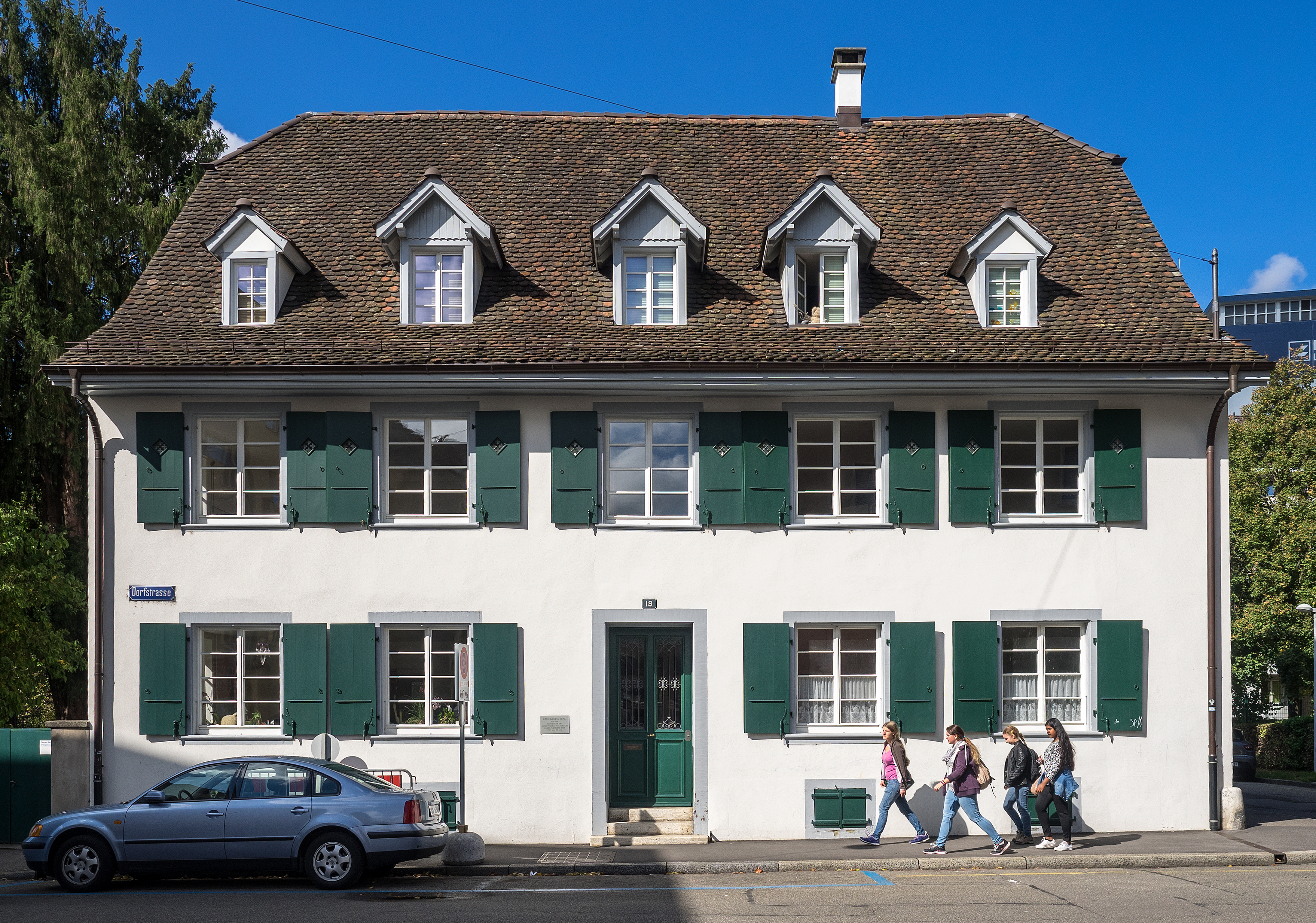
Das Pfarrhaus, in dem C. G. Jung aufwuchs

Der Psychiater C. G. Jung wuchs als Sohn des Dorfpfarrers in Kleinhüningen auf. Das Pfarrhaus steht noch und dient heute auch wieder als solches.

## Sport
Kleinhüningen hat einen eigenen Fussballclub, den VfR Kleinhüningen (VfR steht für Verein für Rasenspiele). Er entstand 1996 durch Fusion der beiden Vereine SC Kleinhüningen (gegründet 1922) und VF Rasenspiele (gegründet 1913 als FC Young Fellows, 1919 Namensänderung zu VfR). Da es in Kleinhüningen keinen Sportplatz gibt, trainiert und spielt der VfR Kleinhüningen auf der nahegelegenen Schorenmatte im Hirzbrunnen-Quartier.
Das Quartier hatte früher auch einen Eishockeyclub, den EHC Kleinhüningen. 1990 fusionierte dieser mit dem EHC Basel zum EHC Basel-Kleinhüningen. Heute heisst der Club wieder EHC Basel.

## Gebäude und Sehenswürdigkeiten

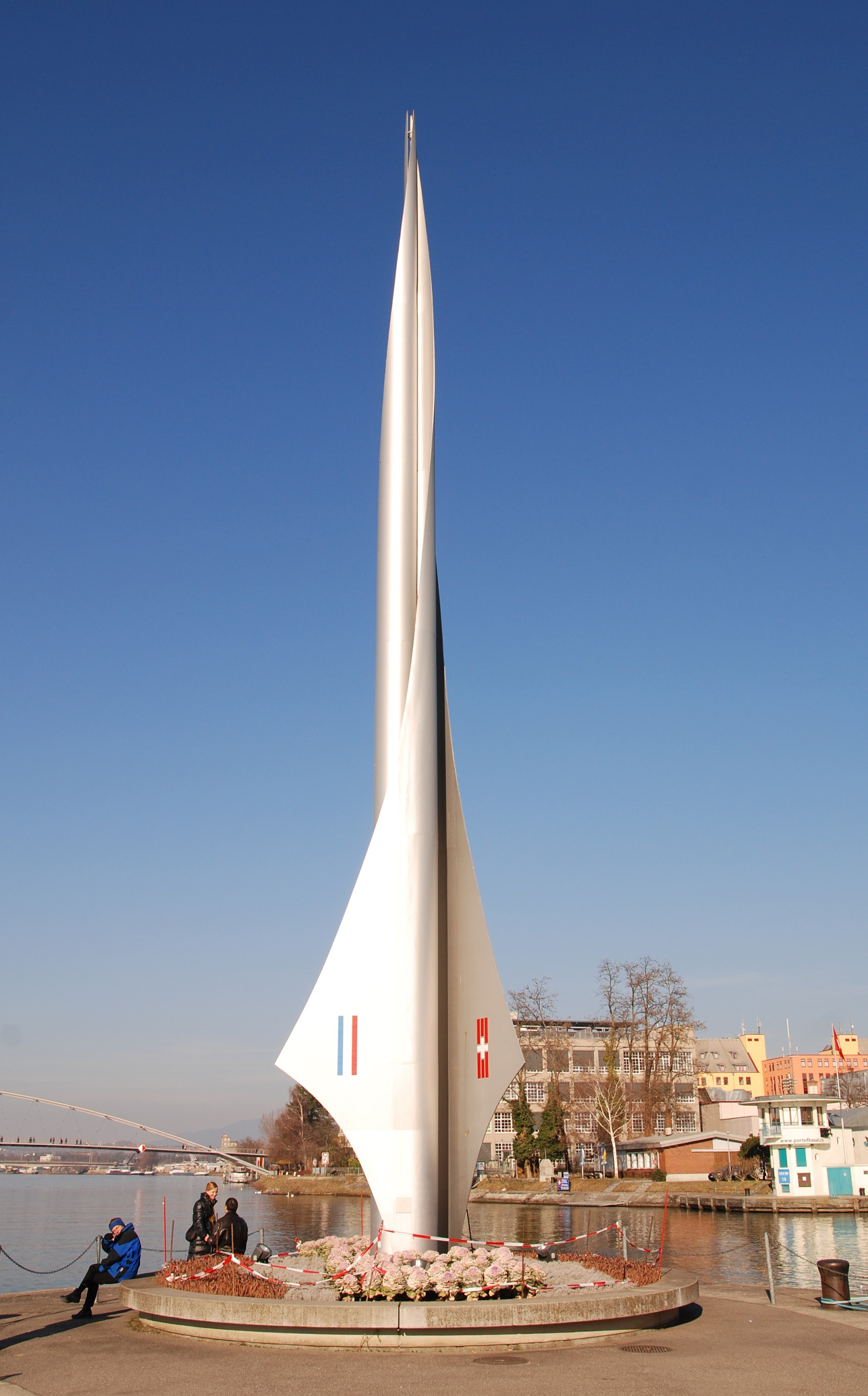
Der 18,7 Meter hohe Pylon aus 15 Millimeter dickem Tafeleisen symbolisiert das Dreiländereck. Er wurde 1957 von Wilhelm Münger entworfen.

### Im Dorf
- Pfarrkirche Kleinhüningen, ehemalige Dorfkirche von 1710
- Christophoruskirche
- Pfarrhaus, in dem C. G. Jung seine Jugendjahre verbrachte[3]
- Fischerhaus Bürgin von 1765 auf dem Areal der Villa Clavel

### Im Hafen
- Ausstellung Verkehrsdrehscheibe Schweiz und unser Weg zum Meer
- Aussichtsterrasse Siloturm (Bernoullisilo) des Architekten Hans Bernoulli
- Zwischen dem Rhein und dem Hafenbecken I symbolisiert ein silberfarbener Pylon das Dreiländereck zwischen Frankreich, der Schweiz und Deutschland. Der Grenzpunkt befindet sich allerdings nicht genau an diesem Ort, sondern in der Mitte des Rheins (Koordinate: 611372 / 270881).

## Bohrung für Geothermieprojekt (2006)
Eine Probebohrung bis 5000 m Tiefe für das geplante Geothermieprojekt Deep Heat Mining Basel verursachte im Zeitraum von Dezember 2006 bis März 2007 fünf leichte Erdbeben mit abnehmender Magnitude (von 3,4 bis 2,9). Gemäss einer erst nachträglich erstellten Risikoanalyse, vorgestellt am 10. Dezember 2009, wären bei Weiterführung weitere schwere Erdbeben zu erwarten gewesen. Daraufhin wurde das Projekt eingestellt.